# Subhyracodon
Il subiracodonte (gen. Subhyracodon) è un mammifero perissodattilo estinto, imparentato con i rinoceronti. Visse tra l'Eocene superiore e l'Oligocene medio (circa 38 - 28 milioni di anni fa) e i suoi resti fossili sono stati ritrovati in Nordamerica. 

## Descrizione
Questo animale era di dimensioni piuttosto grandi, soprattutto in relazione agli altri rinoceronti primitivi del periodo: poteva raggiungere i 2,5 metri di lunghezza e probabilmente pesava quasi 400 chilogrammi. Il cranio era depresso e allungato, e la dentatura era molto specializzata rispetto alle forme precedenti: il terzo incisivo superiore, così come il canino superiore, erano scomparsi, e il secondo premolare superiore aveva assunto la forma di un molare. La mandibola, inoltre, era dotata di un'espansione posteriore (condilo) larga, piatta e quasi orizzontale. Le lunghe zampe di Subhyracodon, inoltre, erano tridattile, al contrario di quelle di molti rinoceronti arcaici che possedevano ancora a quattro dita. In alcune forme (Subhyracodon tridactylum) erano presenti due piccole corna appaiate nella regione del naso. 

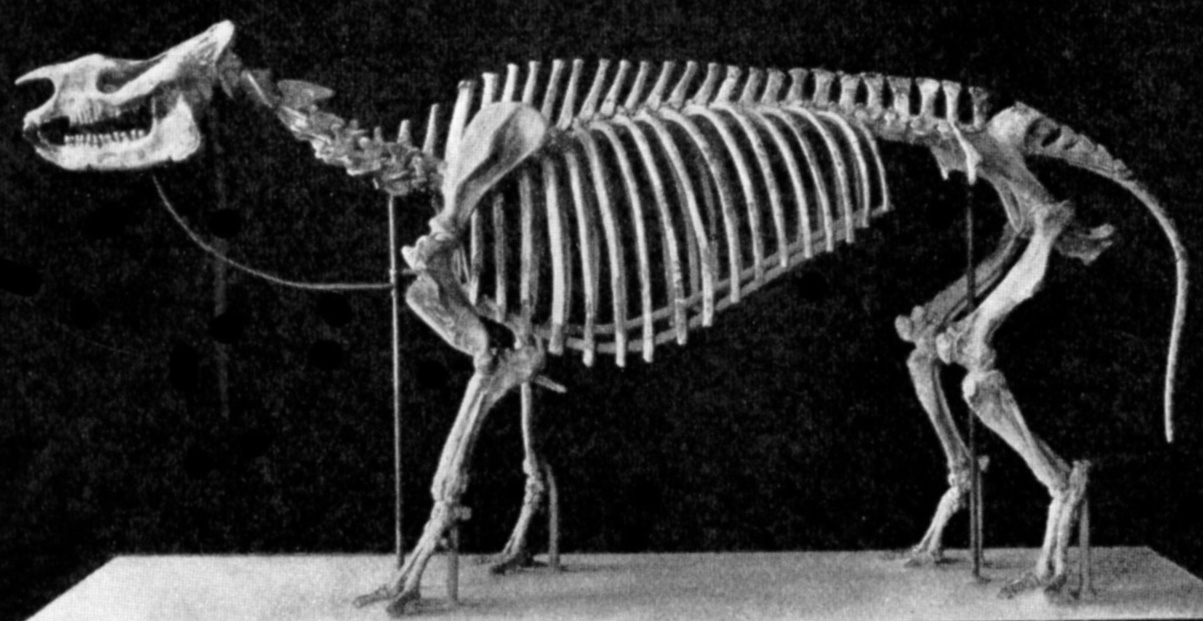
Scheletro di Subhyracodon occidentalis

## Classificazione
Subhyracodon è stato il primo rinoceronte nordamericano a venire descritto: Joseph Leidy, nel 1850, attribuì le ossa fossili a una nuova specie di rinoceronte, che denominò Rhinoceros occidentalis. Solo nel 1878 Brandt creò per questa specie il sottogenere Subhyracodon, assegnandolo al genere tipicamente europeo Aceratherium. Nel 1927 fu poi Wood ad innalzare Subhyracodon a livello di genere a sé stante. La storia tassonomica di questo animale è particolarmente confusa: lo stesso nome Subhyracodon indica una parentela stretta con i “rinoceronti corridori” del genere Hyracodon, ma i due animali sono ben distinti e Subhyracodon è un rinocerotide a tutti gli effetti. Per oltre un secolo, inoltre, la maggior parte dei resti di questo rinoceronte vennero attribuiti al genere Caenopus, istituito da Edward Drinker Cope nel 1880. Solo nel 1981 venne formalmente applicata la sinonimia tra Caenopus e Subhyracodon. Oltre a ciò, a questo genere vennero attribuite numerose specie nordamericane sulla base di piccole variazioni nella dentatura. 

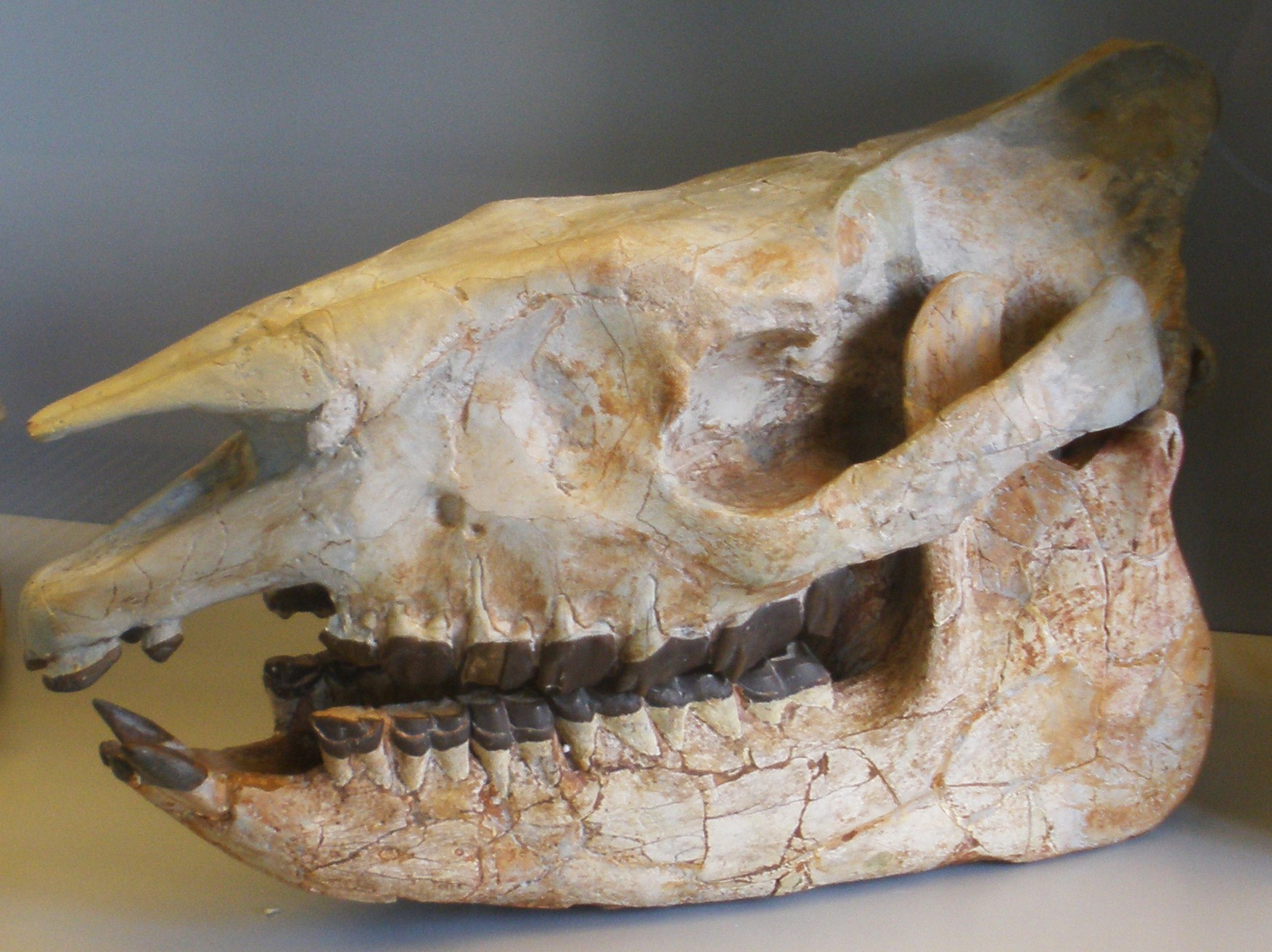
Cranio di Caenopus (=Subhyracodon)

Attualmente a Subhyracodon sono ascritte quattro specie: la più antica, S. mitis, apparve nell'Eocene superiore e probabilmente diede origine alle altre tre: S. kewi, S. occidentalis (la specie tipo) e S. tridactylum. Quest'ultima, la più recente, è stata a volte attribuita a Diceratherium per via del doppio corno nasale. Subhyracodon si estinse nel corso dell'Oligocene medio, non prima di aver dato origine ad altri rinoceronti più grandi e specializzati (Diceratherium appunto).

## Paleoecologia
Subhyracodon era vagamente simile a un tapiro dalle lunghe zampe, e probabilmente era un animale relativamente veloce; era anche uno degli erbivori più grandi del suo ambiente, eccezion fatta per i titanoteridi. Probabilmente Subhyracodon non aveva bisogno di corna per difendersi dai carnivori, solitamente di piccola taglia. È più probabile che le prede preferite dei carnivori fossero i piccoli di questo animale.